# 済南府学文廟

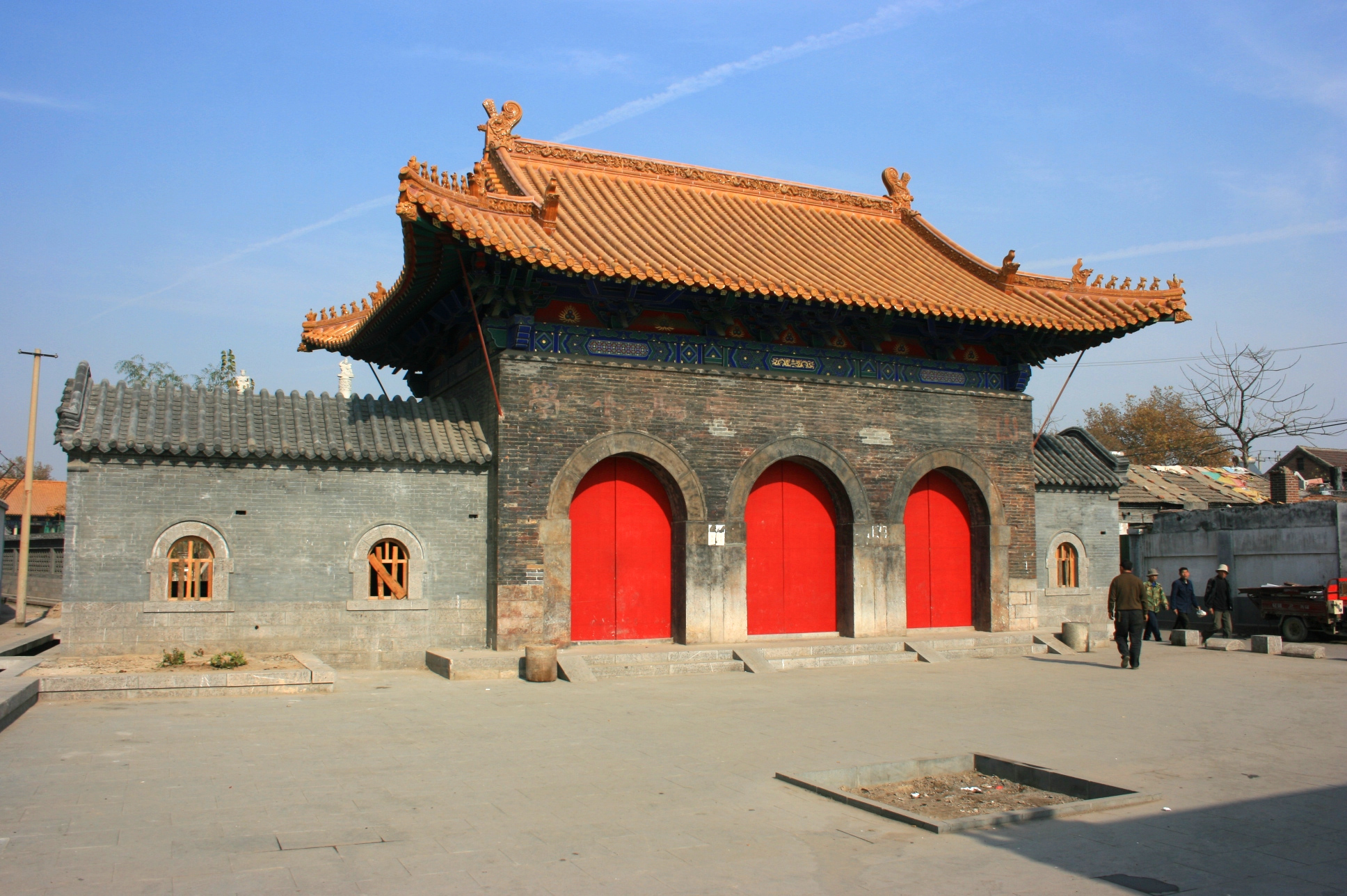
文廟の大成門

済南府学文廟（さいなんふがくぶんびょう）は、中華人民共和国山東省済南市歴下区にある孔子廟。府学文廟は北宋の熙寧年間（1068年-1077年）に建設された。山東省の指定文化財（中国語：山東省文物保護單位）として保護されている。
2005年9月、大規模な復元・修繕工事が始められた。文廟の大成殿から、南の大成門までを結ぶラインにある建築群の工事は基本的に完了。この工事後は、府学文廟と大明湖・芙蓉街・曲水亭街などが一体となって、済南の特色ある文化区を構成する。